# Tři sestry (Band)

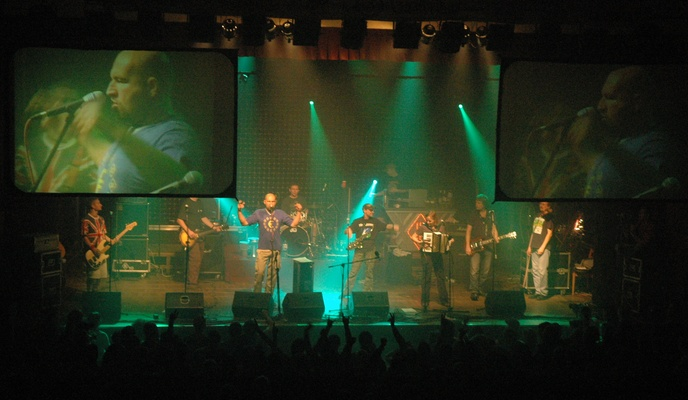
Tři sestry

Tři sestry (tschechisch: Drei Schwestern) ist eine  Punk-Rock-Band aus Tschechien.
Sie gehört zu den bekanntesten Rock-Bands Tschechiens und hat auf mehreren internationalen Festivals gespielt, darunter beim Masters of Rock (2005).

## Diskografie
- 1990: Na Kovárně to je nářez
- 1991: Alkáč je největší kocour, aneb několik písní o lásce
- 1993: Švédská trojka
- 1993: 25:01
- 1995: Hudba z marsu
- 1995: Rarity
- 1996: Zlatí hoši
- 1998: Průša se vrací
- 1998: Průša se vrací + 3x bonus
- 1999: Soubor kreténů
- 2000: Hlavně že je večírek — 15 let Souboru kreténů
- 2000: 15 let jsem Na Kovárně na plech
- 2002: Do Evropy nechceme — Tři sestry a Krakonoš
- 2003: Lihová škola umění, aneb válka s loky
- 2005: Na eXX
- 2006: 20 let naživu
- 2007: Platinum Collection
- 2007: Mydlovary
- 2010: Lázničky
- 2010: Superlázničky
- 2011: Z garáže